# Schloss Schönfeld (Kassel)

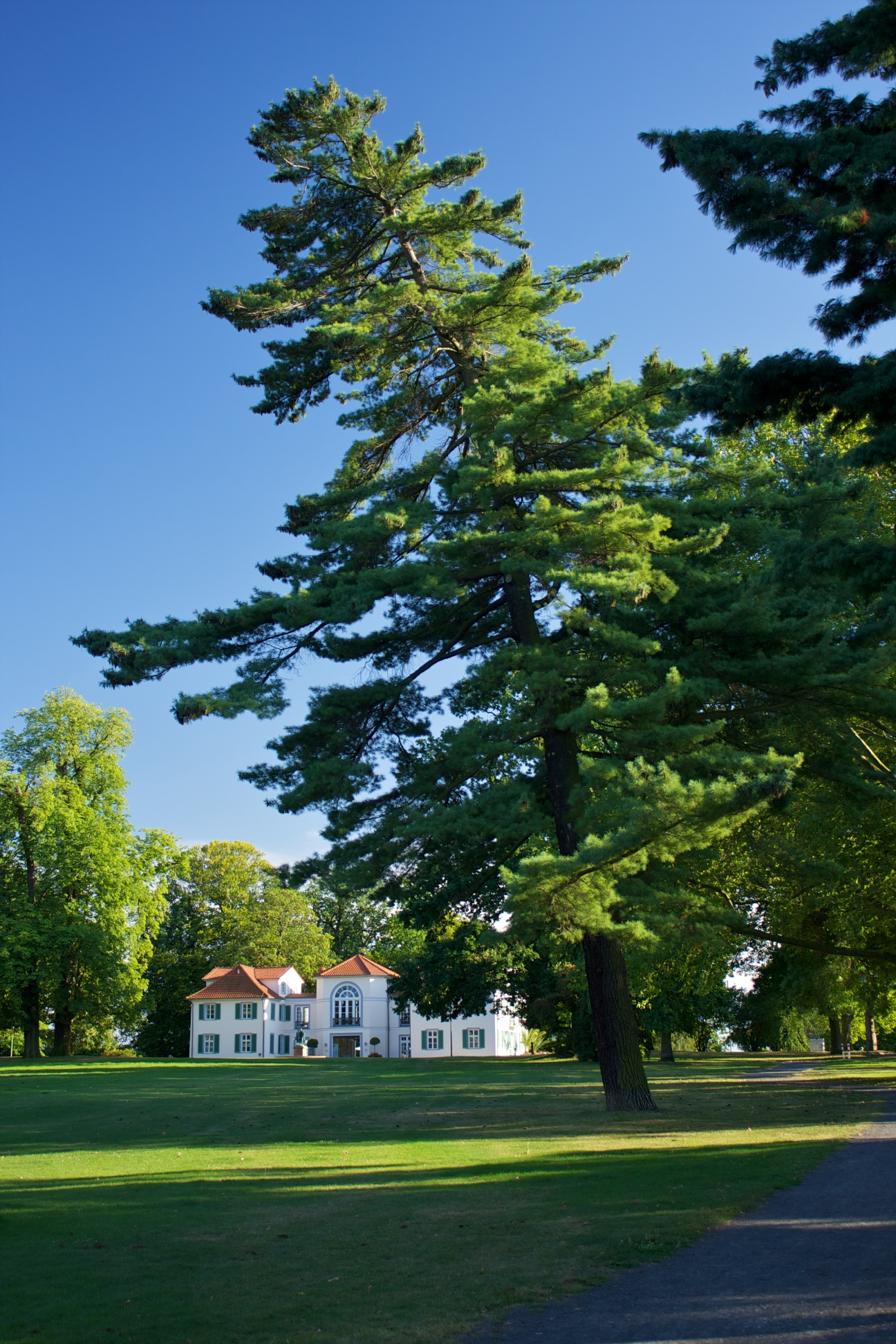
Schloss Park Schönfeld Kassel-Wehlheiden

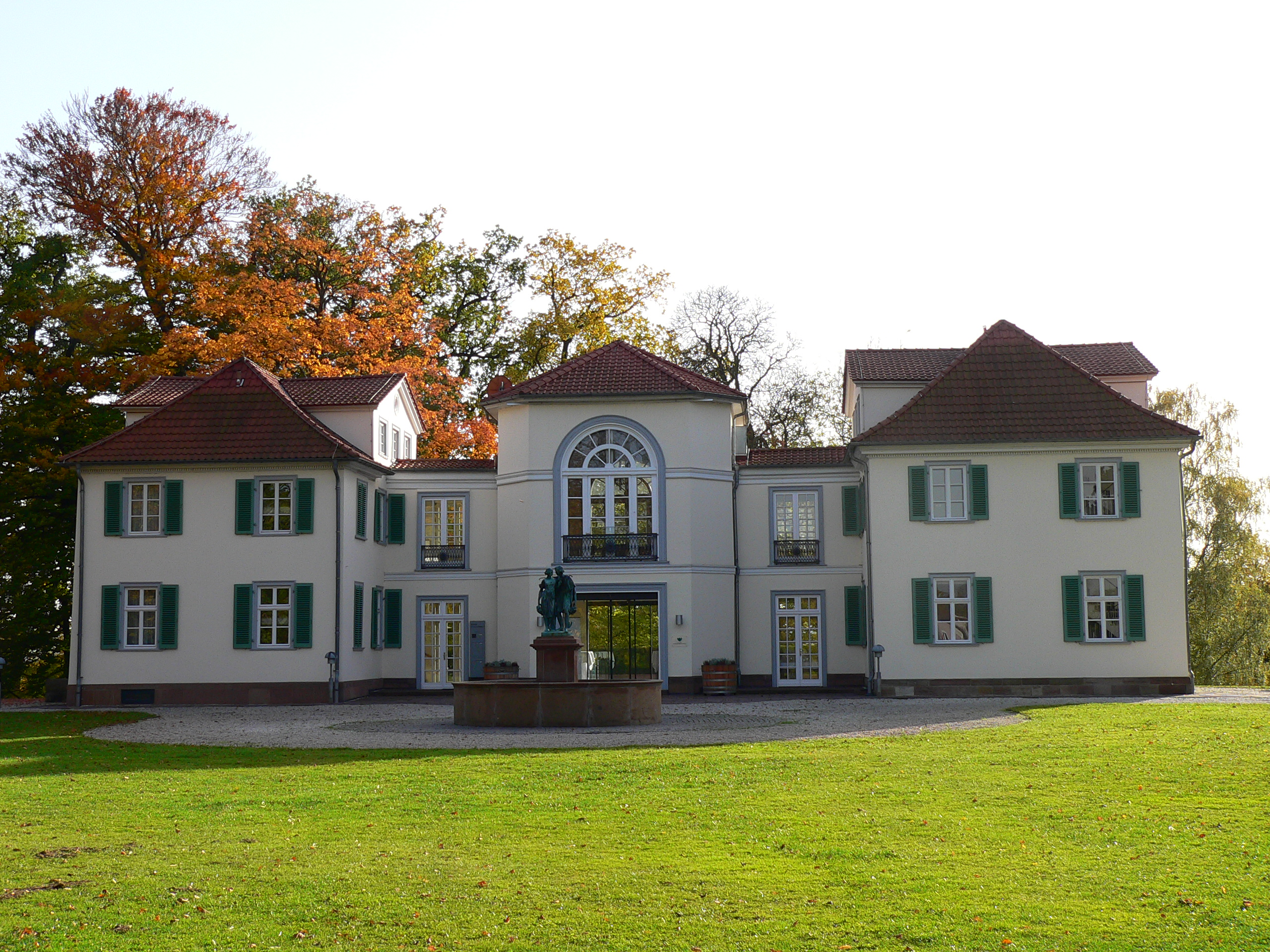
Schloss Schönfeld Parkseite

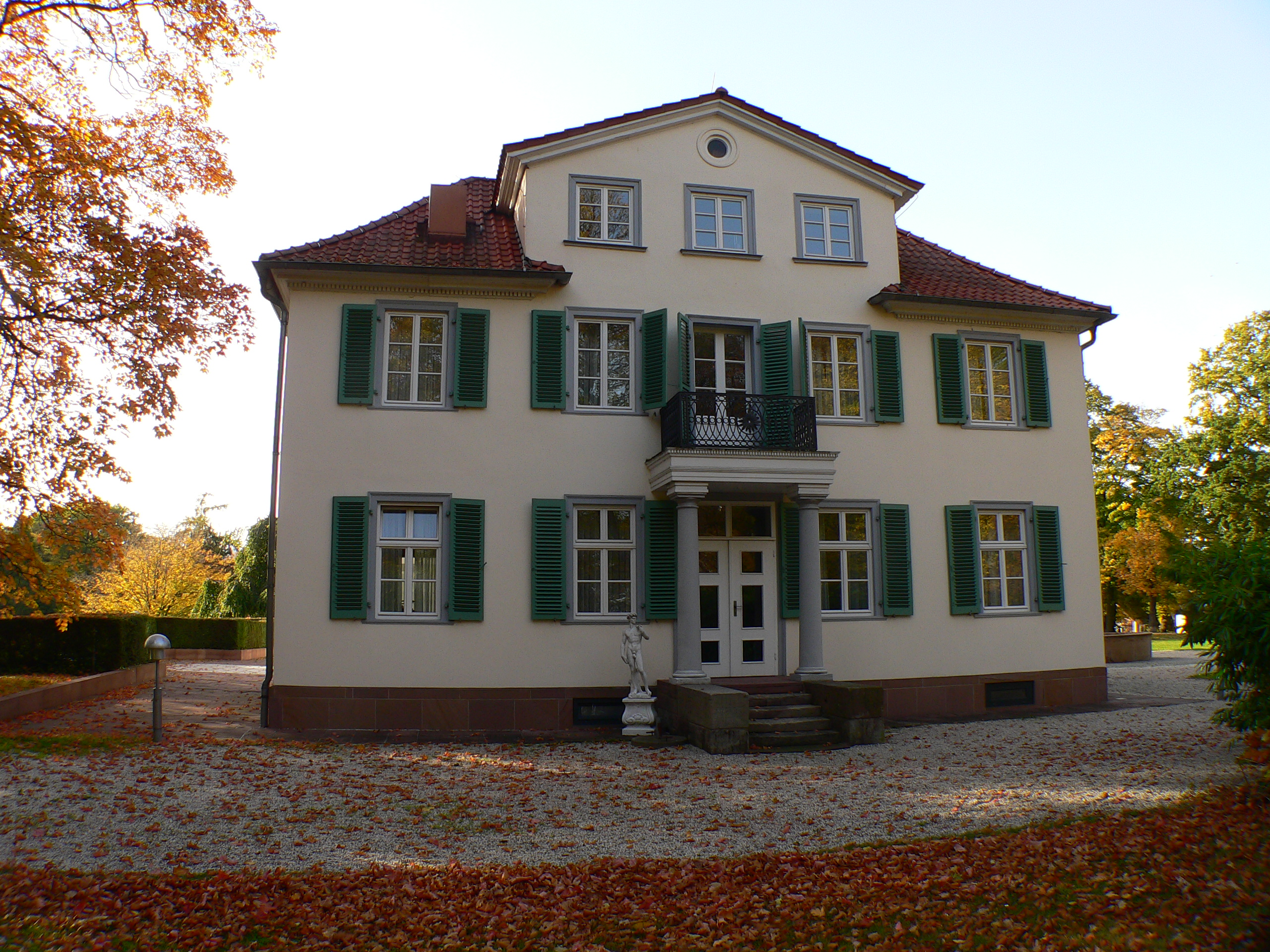
Schloss Schönfeld, Ostseite

Das Schloss Schönfeld in Kassel in Nordhessen ist ein neuzeitliches Schloss und wurde 1777 als Sommerresidenz erbaut. Zu seinen im Laufe der Zeit zahlreichen Besitzern zählten unter anderem die Landgrafen bzw. Kurfürsten von Hessen-Kassel, das Königreich Preußen, die Stadt Kassel, sowie einige Privatpersonen. Heute ist es im Besitz des Vereins Schloss Schönfeld e. V. Das Schloss befindet sich in der Bosestraße 13 im Kasseler Stadtteil Wehlheiden auf dem Lengberg im nach ihm benannten Park Schönfeld.

## Geschichte
Der General und Kammerherr Nikolaus Heinrich von Schönfeld (1733–1795) ließ auf einem ihm von Hessen-Kasseler Landgrafen Friedrich II. geschenkten Grundstück das Schloss Schönfeld 1777 als seine Sommerresidenz erbauen. 1790 übernahm es Landgraf Wilhelm IX. 1793 kaufte Andries Hendrik Thorbecke das Schloss mit dem Plan, dort eine Tabakfabrik einzurichten. Er erhielt für die dafür erforderlichen Anbauten jedoch keine Genehmigung.
Bis 1806 wechselte Schloss Schönfeld noch zweimal den Besitzer, bis es schließlich unter dem neuen Eigentümer, dem Frankfurter Bankier Carl Jordans („Jordis“), der im selben Jahr Maria Ludovica Katharina Brentano, genannt Lulu, geheiratet hatte, zum Treffpunkt einiger der bedeutendsten Romantiker wurde. Im Schloss trafen sich u. a. Clemens Brentano, Achim von Arnim, Ernst von der Malsburg und die Brüder Grimm.
1807 war nach den napoleonischen Eroberungen das Königreich Westphalen mit der Hauptstadt Kassel geschaffen worden. 1809 wurde Jordis gezwungen, das Schloss an König Jérôme Bonaparte zu verkaufen. Dieser ließ es von dem Architekten Leo von Klenze weiter ausbauen und feierte in ihm rauschende Feste.
Am 7. September 1811 wurde die Hofdame und Schriftstellerin Jenny von Gustedt im Schloss geboren.
Mit dem Ende des Königreichs Westphalen und der Restitution der Landgrafschaft Hessen-Kassel nach der Völkerschlacht bei Leipzig 1813 fiel das Schloss Schönfeld wieder in den Besitz des Landgrafen Wilhelm, der seit 1803 Kurfürst Wilhelm I. war. Sein Sohn Wilhelm II. schenkte das Schloss nach seinem Regierungsantritt 1821 seiner Frau Auguste, mit der er zerstritten war und seit 1815 in förmlicher Trennung lebte. Diese versammelte um sich den der Romantik nahestehenden Schönfelder Kreis, der in Opposition zu ihrem Mann stand. Unter Auguste erfolgte eine weitere Bauphase unter der Leitung des Hofbaumeisters Johann Conrad Bromeis. Es entstanden der Mittelpavillon und der Zwischenflügel. Als Auguste 1841 verstarb, erbte ihre Tochter Caroline das Schloss. Während deren Zeit als Eigentümerin verfielen Schloss und Park.
Nachdem Hessen 1866 von Preußen annektiert worden war, lebte von 1866 bis 1879 der preußische Generalleutnant Richard von Kalkreuth (1808–1879) im Schloss. 1880 schenkte Preußen die Anlage der Nebenlinie des Hauses Hessen, Hessen-Philippsthal. Es wurde bis 1888 von Prinz Karl bewohnt. Anschließend stand es leer, bis es 1891 von Karl Kreibe gepachtet wurde, der einen Tierpark um das Schloss einrichtete, der jedoch nur kurze Zeit bestand.
1906 erstand die Stadt Kassel das Schloss, renovierte die Gebäude und machte den Park der Öffentlichkeit zugänglich. Ein Gartenrestaurant, ein Schützenhaus und eine Musikbühne wurden vom Stadtgartendirektor Karl Justus Engels gebaut. Im Ersten Weltkrieg diente das Schloss als Lazarett und als Militärgefängnis. Nach dem Krieg waren wieder ein Restaurant und eine Gartenwirtschaft im Schloss untergebracht. 1933 erfolgten umfangreiche Renovierungsarbeiten.
Im Zweiten Weltkrieg wurde beim großen Luftangriff auf Kassel in der Nacht vom 22. zum 23. Oktober 1943 durch Fliegerbomben der Westflügel zerstört und der Mittelflügel beschädigt. Erst 1965 erfolgten einige Wiederaufbauarbeiten. 1967 richteten Christine Brückner und Otto Heinrich Kühner ihre Hochzeitsfeier in Schloss Schönfeld aus. 1985 wurde erneut ein Restaurant im Schloss Schönfeld eröffnet. Während der documenta 8 1987 verschmutzte Wolfgang Flatz’ Hund Hitler den frisch renovierten Restaurantbereich erheblich. Flatz erhob den angerichteten Schaden zu einem Kunstwerk der documenta 8.
1989 übernahm der Verein Schloss Schönfeld e. V. die Gebäude von der Stadt Kassel, und das Schloss wurde in privater Initiative bis 1992 grundlegend saniert. Heute befinden sich das „Restaurant Park Schönfeld“ sowie der Club des Vereins im Schloss.
Vor dem Schloss befindet sich ein Brunnen mit der von Johann Werner Henschel geschaffenen  Bronzeskulpturengruppe Hermann und Dorothea nach einem Epos von Johann Wolfgang von Goethe.

### Historische Ansichten
- Ansicht des Schlosses Schönfeld, 1827/30. Historische Ortsansichten, Pläne und Grundrisse.  In: Landesgeschichtliches Informationssystem Hessen (LAGIS).
- Ansicht des Schlosses Schönfeld, genannt "Augustenruhe", nahe Wilhelmshöhe, um 1830. Historische Ortsansichten, Pläne und Grundrisse.  In: Landesgeschichtliches Informationssystem Hessen (LAGIS).
- Südansicht des Schlosses Schönfeld, genannt "Augustenruhe", um 1830. Historische Ortsansichten, Pläne und Grundrisse.  In: Landesgeschichtliches Informationssystem Hessen (LAGIS).